# La critica politica
La critica politica fu una rivista fondata nel 1920 dall'onorevole repubblicano Oliviero Zuccarini e stampata a Selci Lama, frazione del comune di San Giustino in Umbria, presso la tipografia Pliniana.

## Storia
Nel 1920 Oliviero Zuccarini fondò la rivista La critica politica nella quale propagandò un rinnovato federalismo e regionalismo e che ebbe numerosissimi celebri collaboratori, tra i quali si ricordano Gaetano Salvemini, Arcangelo Ghisleri, Mario Pannunzio e soprattutto numerosi economisti, tra i quali Gino Luzzatto e Vilfredo Pareto.
Nel 1926 fu soppressa per ordine del regime fascista.
Riprese le pubblicazioni dal 1945 al 1950. Collaboratore di Zuccarini fu il socialista Giulio Pierangeli, che inviò al deputato repubblicano numerose lettere, conservate presso la Domus mazziniana di Pisa.